# Macrophya duodecimpunctata
Macrophya duodecimpunctata är en stekelart som först beskrevs av Carl von Linné 1758.  Macrophya duodecimpunctata ingår i släktet Macrophya, och familjen bladsteklar. Arten är reproducerande i Sverige.